# Ilhas Marietas
As ilhas Marietas (em castelhano:  Islas Marietas) são um grupo de pequenas ilhas desabitadas a poucas milhas de distância da costa de Puerto Vallarta, México. São destinos turísticos populares por suas abundantes vidas marinhas devido as ilhas serem protegidas da caça e da pesca pelo governo Mexicano.

## História
As ilhas Marietas foram originalmente formadas há milhares de anos por atividade vulcânica, e são completamente desabitadas. As ilhas estão a cerca de uma hora de barco a oeste da costa de Puerto Vallarta e são visitadas diariamente por centenas de turistas. Na década de 1900, o governo Mexicano começou a dirigir testes militares nas ilhas porque ninguém morava lá. Muitas bombas e grandes explosões foram conduzidas no local produzindo maravilhosas cavernas e formações rochosas. Após grande pressão internacional, começadas pelo cientista Jacques Cousteau, na década de 1960, o governo mexicano decidiu transformar as ilhas em um parque nacional e protegê-las contra a pesca, a caça ou atividade humana.

## Turismo
A proteção governamental criou um ambiente propicio para o desenvolvimento do ecossistema marinho, e é um popular local para se fazer mergulhos . Constantemente, as pessoas reportam ver tartarugas-marinhas, jamantas, polvos, baleias-jubarte e centenas de outras espécies de peixes ao redor das ilhas. As ilhas também são habitadas por milhares de aves, entre elas espécies como a patola-de-pés-azuis. Atualmente, o governo mexicano autoriza apenas algumas companhias a levar turistas às ilhas.
O arquipélago constitui um sítio Ramsar.